# 荒木彦次郎
荒木 彦次郎（あらき ひこじろう、1534年没）は、室町時代の日本の武将。伊勢宗瑞（北条早雲）・北条氏綱の家臣で、御由緒六家の1人。古いころから伊勢宗瑞の家臣としてつかえた。
堀越御所の戦い（1491年）や立川原の戦い（1504年）などの戦いに参加したとされる。
| スタブアイコン | サブスタブ | この項目は、まだ閲覧者の調べものの参照としては役立たない、人物に関連した書きかけの項目です。この項目を加筆・訂正などしてくださる協力者を求めています（P:人物伝/PJ:人物伝）。 |